# Vitus Wieser

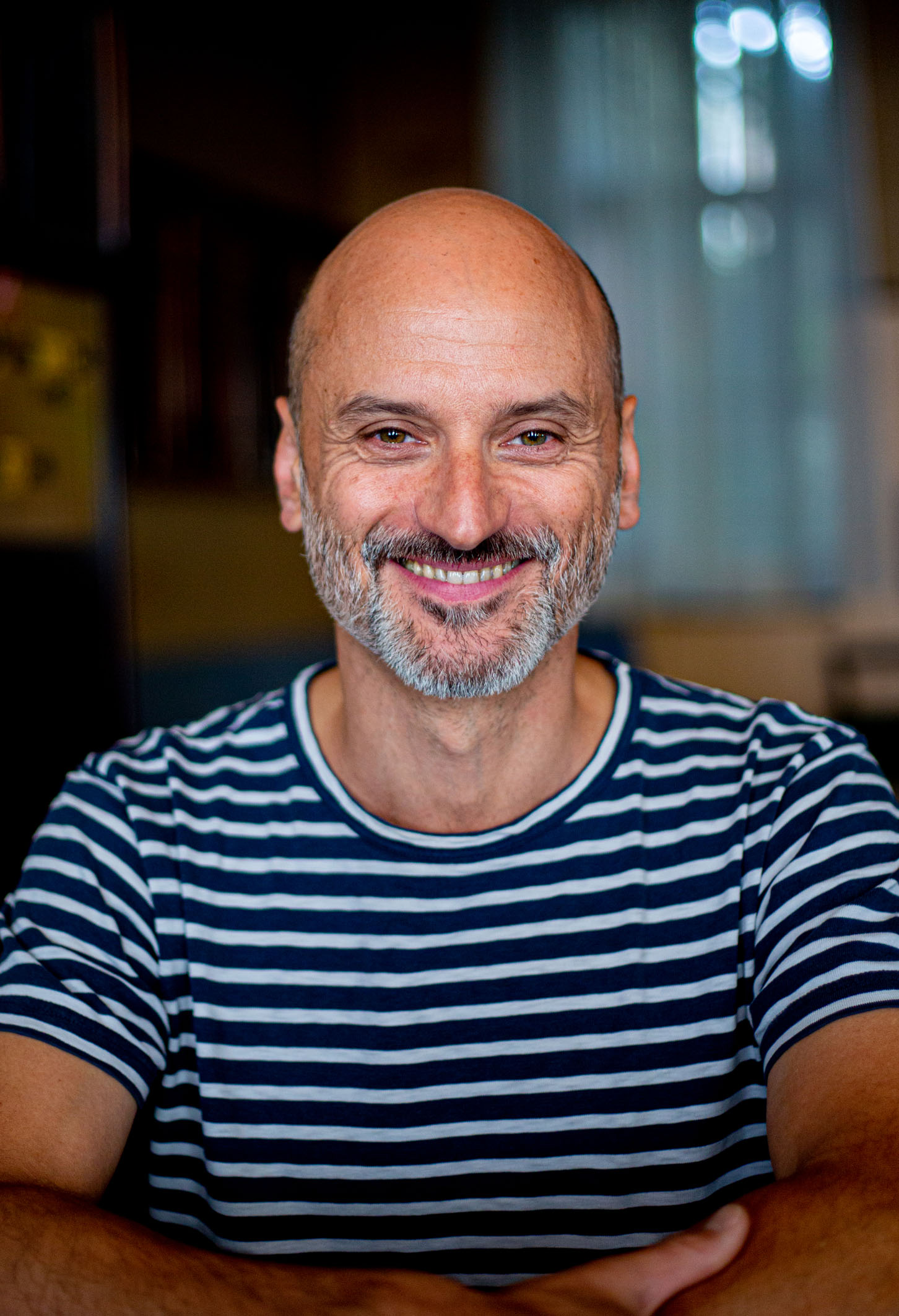
Vitus Wieser (2022)

Vitus Wieser (* 19. August 1977 in Klagenfurt, Kärnten) ist ein österreichischer Kabarettist, Regisseur und Schauspieler.

## Leben
Vitus Wieser machte seine ersten schauspielerischen Erfahrungen als Komparse am Wiener Burgtheater bei Martin Kušej und Andrea Breth, in diversen Werbespots sowie in Michael Hanekes "Die Klavierspielerin", bevor ihn Wolfgang Murnberger für seinen Film "Hainburg – Liebe und Widerstand" an der Seite von Gerti Drassl in seiner ersten größeren Filmrolle besetzte.
Im Frühjahr 2007 wurde Vitus Wieser in die Masterclass der New Yorker LAByrinth Theater Company, unter der damaligen Leitung von Philip Seymour Hoffman, aufgenommen und studierte u. a. mit Ron Cephas Jones, David Deblinger, Padraic Lillis, John Gould Rubin und Brett C. Leonard. Zusammenarbeiten in diesen Jahren u. a. mit den Regisseuren David Schalko, Oliver Kartak, Marie Kreutzer, Lucas Vossoughi, Quentin Tarantino, Nino Haratischwili und Philipp Stölzl.
Von 2011 bis 2014 lebte Vitus Wieser in New York City wo Zusammenarbeiten u. a. mit der LAByrinth Theater Company, Columbia University, NYU und School of Visual Arts entstanden.
Seit 2014 ist Vitus Wieser als Univ.Lekt. und Simulationspatient an der MedUni Wien und Karl-Landsteiner-Privatuniversität tätig.
Im Oktober 2016 feierte er mit seinem ersten Kabarett-Soloprogramm „Gangster“ am Theater am Alsergrund Premiere, das bis Herbst 2019 ca. 60 Mal gespielt wurde. 2017 und 2019 war er in der von Hosea Ratschiller moderierten ORF-Sendung Pratersterne zu Gast. 2020 und 2021 war er Teil des Rateteams von Was gibt es Neues? 2020 folgte die Premiere des Programmes "Kabarett ist Tot" gemeinsam mit David Stockenreitner.
2018 führte Vitus Wieser Regie bei Christoph Fritz’ Kabarett-Solodebüt "Das Jüngste Gesicht" (Ennser Kleinkunstkartoffel 2017, Förderpreis des Österreichischen Kabarettpreises 2018, Deutscher Kleinkunstpreis – Förderpreis der Stadt Mainz 2020, Hessischer Kabarettpreis – Förderpreis Grie Soß 2020).

## Filmografie (Auswahl)
- 2001: Die Klavierspielerin
- 2001: Hainburg
- 2006: Der Winzerkönig – Glück im Unglück
- 2006–2007: Tom Turbo (Fernsehserie)
- 2009: Inglourious Basterds
- 2010: Goethe!
- 2012: Die Pfefferkörner – Diebstahl im Krankenhaus
- 2015: Blockbuster – Das Leben ist ein Film
- 2016: WiNWiN
- 2016: Kater
- 2016: Geschwister
- 2016, 2021: SOKO Donau – Hangover, Das Phantom
- 2017: Berlin Syndrom
- 2017: Stadtkomödie – Die Notlüge
- 2017: Stadtkomödie – Herrgott für Anfänger
- 2018: Urlaub mit Mama (Fernsehfilm)
- 2018 Copstories – Wettschulden
- 2019: Tatort – Baum fällt
- 2020: Wischen ist Macht – Party vorbei
- 2020: Lovecut
- 2022: Das dunkle Geheimnis des Hr. Paganini
- 2024: Veni Vidi Vici